# Aiterhofen
Aiterhofen település Németországban, azon belül Bajorországban. Lakosainak száma 3532 fő (2023. december 31.).

## Népesség
A település népessége az elmúlt években az alábbi módon változott:
| Lakosok száma | 797  | 1323 | 1508 | 2749 | 3228 | 3280 | 3275 | 3291 | 3451 | 3532 |
|               | 1875 | 1950 | 1975 | 1987 | 2012 | 2014 | 2016 | 2017 | 2021 | 2023 |